# غورم درق (تشهاردانغة)
غورم درق (بالفارسية: گورم‌درق) هي منطقة سكنية تقع في إيران في قسم تشهاردانغة الریفي. يقدر عدد سكانها بـ 27 نسمة.